# There's No Time for Love, Charlie Brown
There's No Time for Love, Charlie Brown (Não há tempo para o amor, Charlie Brown [VTI-Rio] ou Fazendo Arte [SC-SP]) é o nono especial de TV para horário nobre, baseado na popular história em quadrinhos Peanuts , de Charles M. Schulz . O especial marcou a estréia da amiga de Patty Pimentinha, a Marcie, que apareceu pela primeira vez nos quadrinhos em 1971. O especial foi originalmente transmitido na CBS em 11 de março de 1973.
O especial foi lançado em DVD como um bônus (junto com outro especial chamado, Um Dia Você a encontrará, Charlie Brown ) que foi lançado no dia 2 de janeiro de 2004. Também foi lançado em forma remasterizada, como parte do conjunto de DVDs, Coleção Peanuts 1970, Volume Um . No Brasil foi exibido pela Rede Globo entre o final da década de 80 e o início da década de 90 (com dublagem da Herbert Richers) e pela Rede Record entre 2007 e 2008 (com dublagem da VTI), além de ter sido distribuído em fitas VHS no início da década de 90 (com dublagem da SC) pela Video Arte do Brasil.

## Enredo
Os alunos da escola, estão sob pressão com os testes e com os trabalhos que precisam cumprir antes que acabem as aulas, que ainda faltam 3 meses para acabar. Agora eles precisam se preparar para escrever um relatório em uma viagem de campo para um museu de arte.
Para Charlie Brown, suas notas estão caindo de A para C e ele precisa receber uma nota alta em seu relatório do museu de arte, com o objetivo de recuperar suas notas durante todo o período. Ao mesmo tempo em que ele deve lidar com as distrações de suas amigas Patty Pimentinha e sua colega de classe Marcie, já que ambas tem sentimentos por ele, mas não sabem como resolver, principalmente Patty Pimentinha que se sente confusa e instável perto dele.

## Trilha Sonora
1. "Early Wake-Up"
2. "There's No Time for Love, Charlie Brown"
3. "Pitkin County Blues"
4. "There's No Time for Love, Charlie Brown"
5. "Play It Again, Charlie Brown" (aka "Charlie's Blues" and "Charlie Brown Blues")
6. "African Sleigh Ride"
7. "Joe Cool" (Lead vocal: Vince Guaraldi)
8. "Peppermint Patty" (brass version)
9. "Bus Me"
10. "There's No Time for Love, Charlie Brown" (electric keyboard version)
11. "Linus and Lucy" (electric guitar version)
12. "Incumbent Waltz" (piano + electric guitar version)
13. "There's No Time for Love, Charlie Brown" (brass version)
14. "There's No Time for Love, Charlie Brown" (wah-wah guitar version, end credits)

 Nenhuma trilha sonora oficial do especial foi lançado. No entanto, as fitas master das sessões de gravação dos sete especiais de Peanuts da era dos anos 1970, composta por Vince Guaraldi, foram descobertos por seu filho, David Guaraldi, em meados dos anos 2000. As músicas incluídas "Pitkin County Blues", "African Sleigh Ride", "Peppermint Patty", "Joe Cool" e "Não há tempo para amar, Charlie Brown" (versão teclado elétrico) foram lançadas em 2007 no álbum de compilação, Vince Guaraldi e as Notas Perdidas dos Especiais de Televisão de Charlie Brown . Além disso, uma versão ao vivo de "Não há tempo para o amor, Charlie Brown" também foi lançada em 2008 no Live on the Air, a partir de um concerto do Vince Guaraldi Trio que foi gravado em 6 de fevereiro de 1974 (exatamente dois anos antes de Guaraldi morrer).

## Créditos
- Escrito e criado por: Charles M. Schulz
- Realizado por: Bill Melendez
- Produzido por: Lee Mendelson e Bill Melendez
- Música original composta e apresentada por: Vince Guaraldi
- Supervisão Musical por: John Scott Trotter
- O que outras pessoas estão dizendoI like the one of the best friends in the world! Eleanor Warren, Manon Washburn, Faith Kovaleski, Adele Lenart, Joanne Lansing, Dawn Smith, Joice Lee Marshall, Carla Washburn e Debbie Zamora
- "Joe Cool" Cantada por: Vince Guaraldi
- Edição: Robert T. Gillis, Charles McCann, Rudy Zamora
- Gravação:
  - Vozes: Gravadores de Rádio, Gravadores Costeiros
  - Música: Gravação Wally Heider
  - Mix: Serviço de Som dos Produtores
- Câmera: Dickson-Vasu, Tony Rivetti
- em cooperação com a United Feature Syndicate, Inc. e Charles M. Schulz Desenvolvimento Criativo, Corp., Warren Lockhart, Presidente
- O FIM "Não há tempo para o amor, Charlie Brown" © 1973 United Feature Syndicate, Inc. Todos os direitos reservados